# Новозириково
Новозириково (баш. Яңы Ерек) — деревня в Гафурийском районе Республики Башкортостан Российской Федерации. Входит в состав Зилим-Карановского сельсовета.

## География

### Географическое положение
Расстояние до:
- районного центра (Красноусольский): 43 км,
- центра сельсовета (Зилим-Караново): 4 км,
- ближайшей ж/д станции (Белое Озеро): 61 км.

## Население
| 2002 | 2009 | 2010 |
| ---- | ---- | ---- |
| 131  | ↘119 | ↘101 |

Согласно переписи 2002 года, преобладающая национальность — чуваши (91 %).